# Абелокіпі (Салоніки)
Абелокіпі (грец. Αμπελόκηποι — місто в Греції і до 2011 року дім, в периферії Центральна Македонія, передмістя Салонік. Межує з іншими салонікськими передмістями Менемені, Евосмос, Ставруполі, Неаполі.
Абелокіпі — 30-те найбільш густонаселене місто у світі та друге в Греції.

## Райони міста
Традиційно Абелокіпі поділяється на райони:
- Епталофос — Επτάλοφος
- Каїстріо-Педіо (Каїстрі) — Καϊστριο Πεδίο (Καΐστρι)
- Скепаріні — Σκεπάρνη
- Зітенлік — Ζειτενλίκ